# SNCF TGV 쉬드-에스트
SNCF TGV 쉬드-에스트(프랑스어: TGV Sud-Est)는 프랑스 SNCF에서 사용한 최초의 고속 차량이다. 영업 최고 속도는 차량에 따라 270/300 km/h이다. 일부 차량은 스위스와 연결되는 리리아 서비스에도 사용된다. 1978년 LGV 쉬드-에스트 개통 이후부터 사용되었다. 1세대 TGV로 영업 시작 당시에는 오렌지색 도색이 되어 있었다. 프랑스 내에서 사용하는 복전압 편성(직류 1.5kV/교류 25kV)과 스위스에서도 사용할 수 있는 삼중전압 편성(복전압 + 교류 15kV)이 있다.
1978년부터 1985년까지 제작되었으며 파리-리옹간을 1981년부터 운행하였다. 총 107편성이 운행 중이며 복전압 98편성, 삼중전압 9편성이 있다. 일부 편성은 우편 배달용 TGV 포스탈로 개조되었다. TGV 포스탈 차량은 독특한 노란색으로 칠해져 있다. 1996년과 2001년에 이뤄진 대수선 이후 도색은 다른 TGV와 비슷하게 칠해졌고, 내부 좌석이 변경되어 정원이 달라졌다.
각각 편성은 두 동력차와 여덟 객차로 이뤄져 있다. 제작 당시에는 최고 속도 시속 270km이었으나, LGV 메디테라네가 개업한 이후 대부분 편성이 300km/h까지 낼 수 있도록 개조되었다. 디종을 통해서 스위스로 가는 일부 편성은 고속선에 오랫동안 머무르지 않기 때문에 개조 시 이득이 없어서 여전히 최고 속도는 270km/h이다.
16편성은 1981년 최고 속도 380km/h 기록을 내었다.
2019년에 퇴역하였으며, 종운식 당시에는 쉬드-에스트 초창기 주황색 도색 - 아틀란틱 블루 도색 - 카르밀롱 신도색 3종이 혼합된 특별 도색을 적용하여, 이 열차의 변천사를 표현하였다.

## 같이 보기
- TGV
- 리리아